# Estadio Olímpico Félix Sánchez
Estadio Olímpico Félix Sánchez dawniej Estadio Olímpico Juan Pablo Duarte – stadion znajdujący się w Santo Domingo, stolicy Dominikany. Używany głównie do rozgrywania meczów piłkarskich, a także do zawodów lekkoatletycznych (posiada bieżnię). Wchodzi do składu wielkiego kompleksu sportowego Centro Olímpico Juan Pablo Duarte. Swoje mecze rozgrywają na nim reprezentacja Dominikany w piłce nożnej oraz drużyna piłkarska Universidad O&M. Mieści 27 000 widzów.